# Toronto Eaton Centre

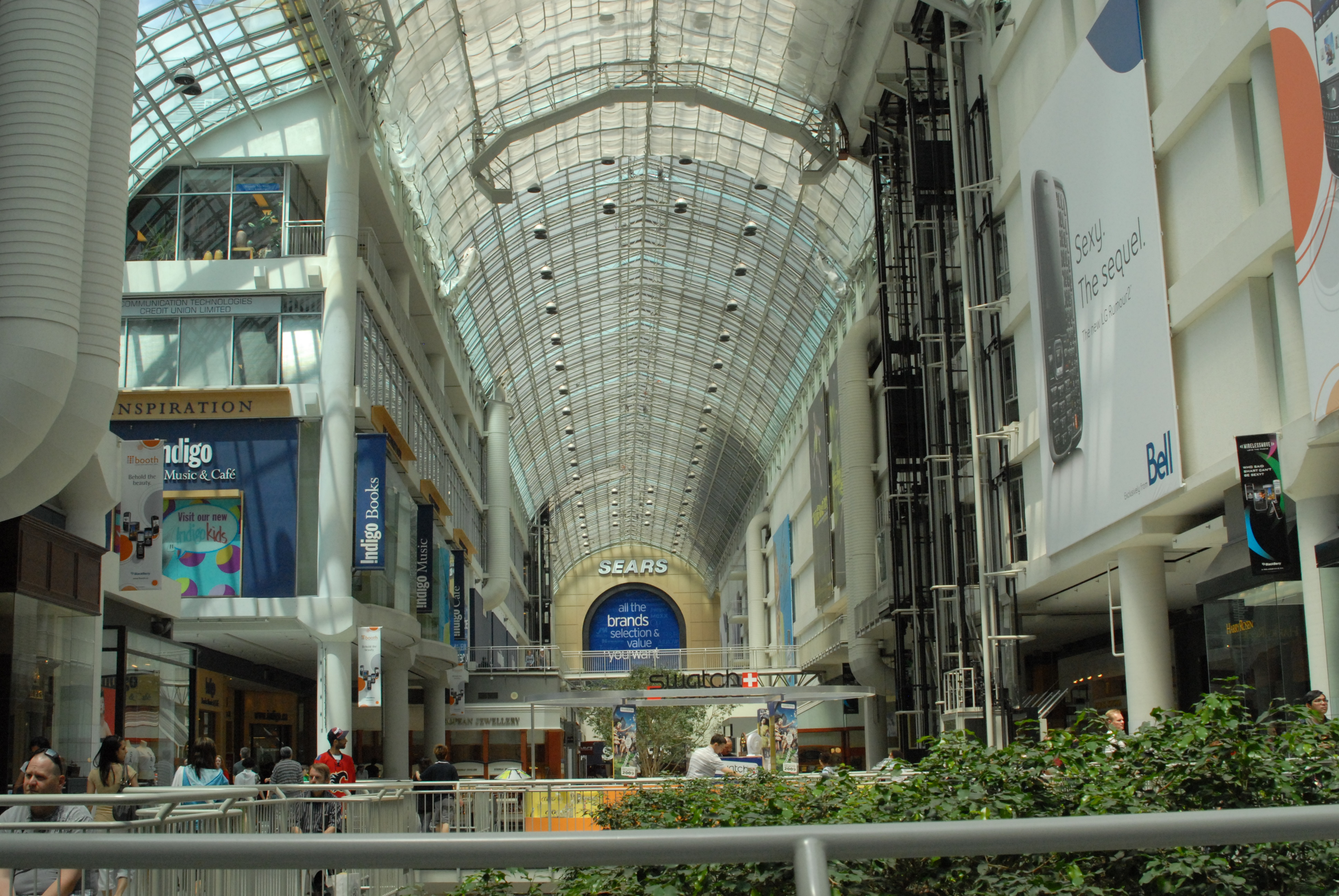
Interior del centro

El Toronto Eaton Centre es un gran centro comercial, localizado en el centro financiero de la ciudad canadiense de Toronto, provincia de Ontario. Está localizado al este de la Yonge Street, con la Queen Street West al sur, la Dundas Street West al norte, y el Hotel Marriott y la Universidad Ryerson al oeste, próximo a la Bay Street. Posee aproximadamente 330 tiendas y es de los centros comerciales más grandes de Ontario y de todo Canadá.
El Toronto Eaton Centre es el punto turístico más frecuentado de Toronto, que atrae cerca de un millón de turistas a la semana. Es también uno de los principales centros de compra y venta de la ciudad.

## Historia
El Eaton Centre fue diseñado por Eberhard Zeidler para la red de tiendas Eaton's durante la década de 1970, para ser el cuartel general de la compañía. Para la construcción del centro comercial, se tuvo que demoler toda la hilera de pequeñas tiendas a lo largo de la Yonge Street, lo que causó una gran revuelta entre los urbanistas de la ciudad.
La primera fase de la construcción, que comprendía una tienda de la Eaton's con 100.000 m² de área, abrió en 1977. En 1979, se inauguró el resto del centro comercial, que incluía los mayores multicines del mundo de aquella época, con 18 pantallas. Actualmente, este cine ya no existe.
En 1999, la Eaton's quebró, y la compañía fue adquirida por la Sears Canada. Ésta cerró varias tiendas de la Eaton's y renombró a otras con el nombre Sears, pero mantuvo 7 bajo el nombre Eaton's, entre las que se encontraba el Eaton Centre. En 2002, todas estas 7 tiendas fueron renombradas a Sears, aunque el centro comercial en cuestión sigue siendo conocido como Eaton Centre. En 2004, la Sears inició un proyecto de renovación y expansión del centro comercial, que se extenderá hasta 2006.
En junio de 2010, durante la Cumbre del G-20, un manifestante fue filmado gritando a las puertas cerradas frente a una entrada del Eaton Centre, que estaba en proceso de cerrar cuando las protestas callejeras se alzaba cerca. El video se convirtió rápidamente en un Fenómeno de Internet, pero fue retirado por el creador poco después.
El 3 de junio de 2012, una persona murió y siete fueron heridas en un tiroteo registrado en la zona de "food court" del centro comercial. Entre los heridos se encontraba un niño de 13 años y una mujer embarazada. El fallecido fue un hombre de 25 años y la otra persona, en estado crítico, era un joven de 20 años. El centro fue evacuado, pero ello no evitó una estampida tanto de compradores como de empleados que huían despavoridos de los disparos. El autor de los hechos, Cristopher Husbands, huyó de la escena y se entregó luego a la policía, donde recibió cargos por homicidio en primer grado y 6 intentos de homicidio.
En la actualidad, este gran centro comercial cuenta como tiendas principales a Hudson´s Bay y la tienda departamental de lujo Saks Fifth Avenue. En el caso de la primera se trata de una tienda insignia de la cadena, por lo que es bastante grande y cuenta con muchos más productos que una tienda normal. Otras tiendas importantes del Eaton Centre son Zara, Uniqlo, GAP, Abercrombie & Fitch, Michael Kors o Lululemon entre varias otras. 

## Datos y cifras
- Arquitectos: The Zeidler Partnership, Bregman and Hamann, con E.L. Hankison y Parkin Miller Associates
- Ingenieros estructurales: C.D. Carruthers y Wallace Consultans
- Construcción: Eastern Construction Co. Ltd.
- Coste de la construcción: 300 millones de dólares canadienses
- La tercera planta tiene 274 metros en longitud
- El tejado de vidrio está a 38,7 metros por encima del nivel del suelo
- Cuenta con dos estaciones de metro